# Mesida realensis
Mesida realensis är en spindelart som beskrevs av Alberto Barrion och James A. Litsinger 1995. Mesida realensis ingår i släktet Mesida och familjen käkspindlar.
Artens utbredningsområde är Filippinerna. Inga underarter finns listade i Catalogue of Life.